# Alberto Morais do Valle
Alberto Morais do Valle (Lisboa, 1901 – Oporto, 1955) fue un escultor y profesor portugués.

## Datos biográficos
En Bellas Artes, fue colega, de entre otros, Leopoldo de Almeida, Sarah Afonso, Barata Feyo y alumno del Maestro José Simões de Almeida.
Fue profesor de diseño y modelado en numerosas escuelas, fue director de la Escola Técnica e Comercial Rafael Bordalo Pinheiro, en Caldas da Rainha, entre 1930 y 1945 donde dejó numerosas obras, como por ejemplo, el busto de Bocage, que se encuentra en el café con el  mismo nombre, junto a la Praça da fruta, un panel en bajorrelieve colocado en el frontal de la casa dos barcos en el parque D. Carlos I de esa ciudad y habiendo contribuido también con muchas piezas para la Industria Cerámica de esa región.
En Lisboa, es de su autoría, un águila tallada en piedra calcárea, monumento de homenaje a la primera travesía del Atlántico Sur, anteriormente instalada sobre la Bahía de Cascais, y que fue trasladada a su actual ubicación frente al Museo del Mar.
En las salas de exposición del museo militar, encontramos la Miniatura de un Coche de Don João V.
En Lourenço Marques, actual Maputo, vivió y enseñó en la Escola Sá da Bandeira de 1945 a 1955, y allí dejó algunas obras: bustos, bajo relieves. Regresando a Portugal, a la ciudad de Oporto donde falleció en el año 1955.

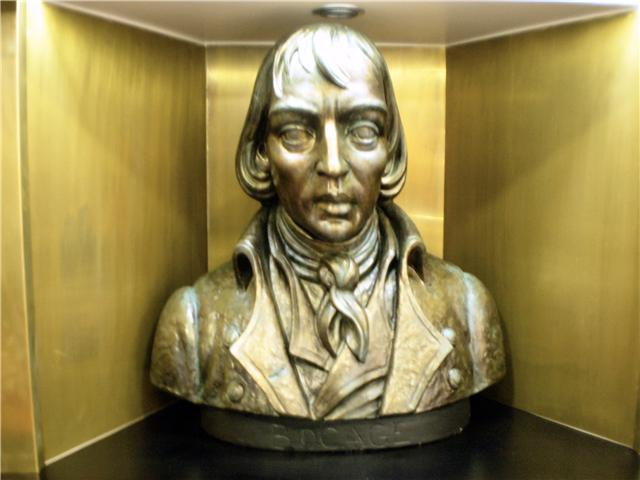
Busto de Bocage
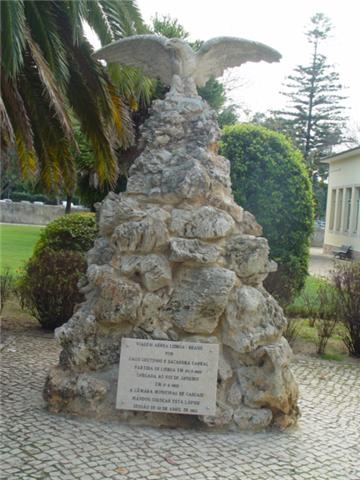
Águila
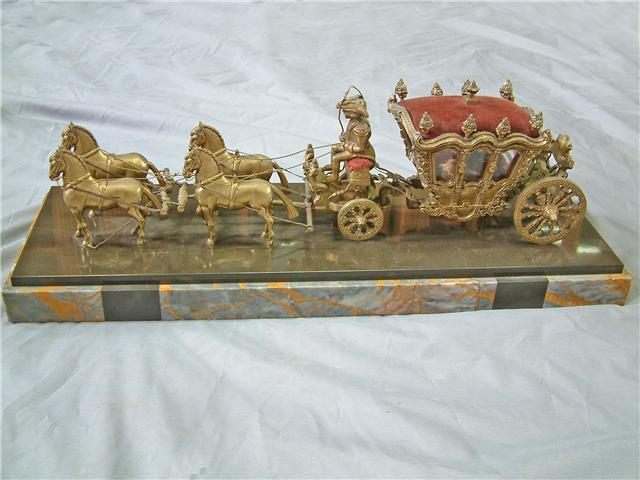
Miniatura del coche de Juan V de Portugal